# Josl Gstrein
Pour les articles homonymes, voir Gstrein.
Josef « Josl » Gstrein, né le 31 décembre 1917 à Obergurgl et mort le 11 septembre 1980 à Sölden, est un skieur autrichien pratiquant le ski de fond et le combiné nordique. Il a participé aux Jeux olympiques d'hiver de 1948.

## Biographie
Aux Jeux olympiques d'hiver de 1948, il est membre de l'équipe de relais autrichienne de ski de fond, terminant quatrième. Il a également participé au cinquante kilomètres, dont il a terminé 12e, et à la course de 18 kilomètres, où il a terminé 36e. En combiné nordique, il s'est classé 16e.